# Clouds (album d'Apollo Brown)
Pour les articles homonymes, voir Cloud.
Albums de Apollo Brown
Brown Study
(2010) Daily Bread
(2011)
Clouds est le quatrième album studio d'Apollo Brown, sorti le 22 février 2011.

## Liste des titres
| No  | Titre                                                      | Contient un (des) sample(s) de                            | Durée |
| --- | ---------------------------------------------------------- | --------------------------------------------------------- | ----- |
| 1.  | Sound of Guns                                              |                                                           | 1:18  |
| 2.  | Blue Ruby                                                  |                                                           | 2:03  |
| 3.  | Never in a Million Years                                   |                                                           | 2:14  |
| 4.  | Balance                                                    |                                                           | 2:14  |
| 5.  | The 11th Hour                                              |                                                           | 2:03  |
| 6.  | Wisdom                                                     | Summer Reverie de Brian Bennett                           | 0:45  |
| 7.  | Black Pearls                                               |                                                           | 2:03  |
| 8.  | Shoot the Heart                                            |                                                           | 2:14  |
| 9.  | Push                                                       |                                                           | 2:14  |
| 10. | One Chance                                                 | The Call de Gene Page                                     | 2:08  |
| 11. | Human Experience                                           | Stem / Long Stem / Transmission 2 de DJ Shadow            | 0:43  |
| 12. | Know the Time                                              |                                                           | 2:05  |
| 13. | Heirloom (Camille 2000 (Alternate Take) de Piero Piccioni) |                                                           | 2:16  |
| 14. | Seed of Memory                                             |                                                           | 2:11  |
| 15. | Bridge Through Time                                        |                                                           | 2:12  |
| 16. | Just Walk                                                  | Rivers of My Fathers de Gil Scott-Heron et Brian Jackson  | 0:33  |
| 17. | Shadows of Grief                                           | Strangelands d'Alan Hawkshaw                              | 2:08  |
| 18. | Time Passed Autumn                                         |                                                           | 2:18  |
| 19. | Choices                                                    | Fear and Love de Morcheeba                                | 2:11  |
| 20. | Father and Son                                             | Father and Son de Coleridge-Taylor Perkinson              | 2:09  |
| 21. | A Conscious Breath                                         |                                                           | 0:49  |
| 22. | Drinking Life                                              |                                                           | 2:11  |
| 23. | Imagination                                                | Mack's Stroll / The Getaway (Chase Scene) de Willie Hutch | 2:17  |
| 24. | Tao Te Ching                                               | Humpty Dumpty de Placebo                                  | 2:11  |
| 25. | Heart of Glass                                             | Just Remember des Blossoms                                | 2:14  |
| 26. | The Baghdad Sun                                            | Thief of Bagdad de Lee Erwin                              | 2:03  |
| 27. | A Day's End 0                                              |                                                           | 0:36  |
| 28. | The Times (featuring Oddisee)                              |                                                           | 2:47  |
| 29. | Heirlooms (featuring Has-Lo)                               | Camille 2000 (Alternate Take) de Piero Piccioni           | 2:16  |